# Skerik
Эрик Уолтон (англ. Eric Walton), более известный под псевдонимом Skerik — американский саксофонист.
Эрик Уолтон родом из Сиэтла. Его отец был поклонником джазовой музыки, поэтому Эрик был хорошо знаком с джазом. В школьные годы он играл одновременно и в рок-группах, и в джазовых ансамблях. Примерами для подражания Уолтон считал работу Бобби Киза на записях Rolling Stones, саксофонные проигрыши Дика Перри на The Dark Side of the Moon Pink Floyd, а также выступления Джона Колтрейна, Сонни Роллинза и Букера Эрвина. Помимо этого Уолтон увлекался панк-группами начала 1980-х Minutemen и Bad Brains, и ещё десятками различных исполнителей.
В 1980-е годы Skerik много путешествовал по всему миру, включая Париж, Лондон и южную часть Тихого океана, где играл блюз, джаз, рок, сукус и прочую музыку. По возвращении в Сиэтл он начал экспериментировать с электронными эффектами, оставаясь верным саксофону, но не ограничиваясь им. Вместе с барабанщиком Мэттом Чемберленом он основал рок-группу Critters Buggin’, в которую вошли также перкуссионист Майк Диллон и басист Брэд Хаузер. Параллельно с этим Skerik играл со множеством других музыкантов, среди которых барабанщик Стэнтон Мур, басист-виртуоз Лес Клейпул, барабанщик Майк Кларк, 8-струнный гитарист Чарли Хантер, гитарист Джон Скофилд и бывший басист Pink Floyd Роджер Уотерс. В 1994 году Skerik принял участие в записи «золотого» альбома гранжевой супергруппы Mad Season Above.
В 2002 году Skerik основал коллектив Syncopated Taint Septet, с которым выпустил несколько джазовых альбомов, хорошо принятых критиками. Помимо этого он продолжал работу в других проектах, среди которых Critters Buggin’, Tuatara, грув-квартет Garage a Trois, трио Maelstrom Trio и бесчисленное множество других групп, сайд-проектов и появлений в качестве приглашённого музыканта. Всего Skerik появился на более чем 200 записях, играя на саксофоне, духовых, клавишных и прочих инструментах.